# Ambasada RP w Skopje
Ambasada Rzeczypospolitej Polskiej w Skopje (mac. Амбасада на Република Полска во Скопје) – polska misja dyplomatyczna w stolicy Macedonii Północnej.
Ambasada RP w Skopje wykonyje również funkcje konsularne na terytorium Republiki Kosowa.

## Struktura placówki
- referat ds. polityczno-ekonomicznych
- referat ds. administracyjno-finansowych i konsularnych

Attaché Obrony w Macedonii Północnej rezyduje w Ambasadzie RP w Sofii.

## Historia
Polska uznała Byłą Jugosłowiańską Republikę Macedonii w 1993. Ambasadę utworzono w 1996. Początkowo mieściła się na ul. Djuro Djaković 50. Następnie została przeniesiona na Dimitar Pandilov 2a.
Od 2005 rząd RP w stosunkach dwustronnych posługiwał się nazwą Republika Macedonii, a na forum międzynarodowym nazwą Była Jugosłowiańska Republika Macedonii. 12 lutego 2019, na podstawie porozumienia z Grecją, państwo zmieniło nazwę na Republika Macedonii Północnej.